# BULLET CLUB
BULLET CLUB（バレット・クラブ）は、新日本プロレスのヒールユニットである。現在は、WAR DOGSのメンバーのみで構成されている。

## 概要

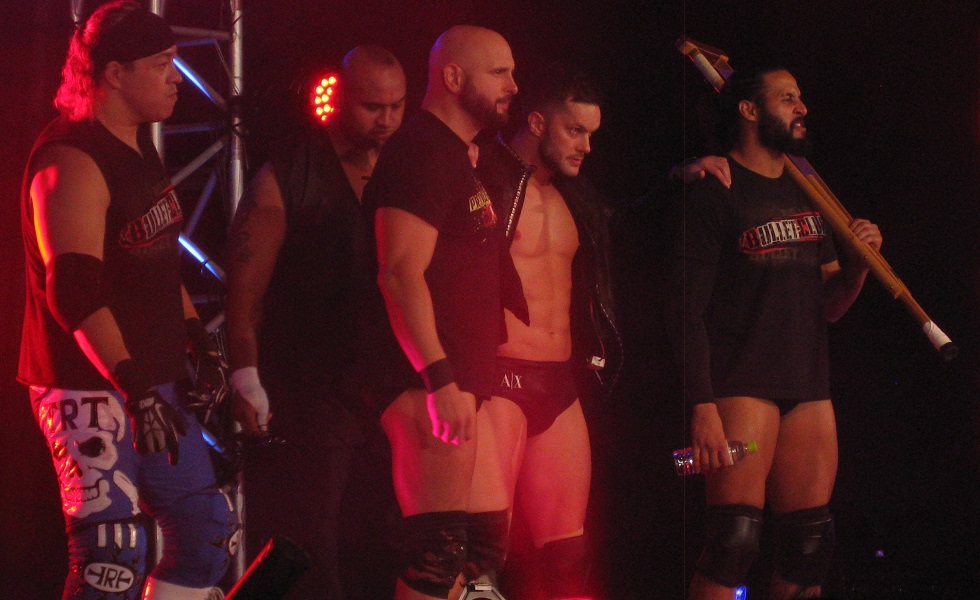
初代リーダーのプリンス・デヴィット時代のBULLET CLUB。

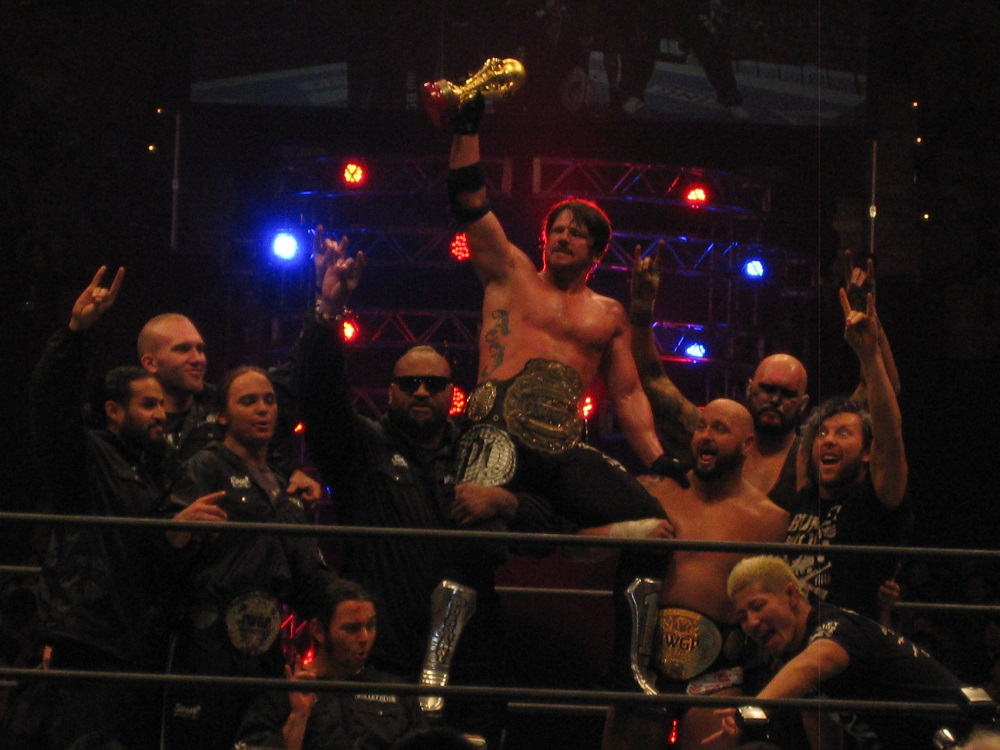
2代目リーダーのAJスタイルズ時代のBULLET CLUB。

### ユニットの特徴
所属選手は歴代を含めて外国勢中心で構成しており、日本人選手としては石森太二、外道、ジェイク・リー、Yuto-Iceが現在参加している。そのほとんどの選手が正統派ファイトを売りにした人気の高い選手達であり、前所属のユニットの選手・タッグパートナーを裏切って加入することが多い。また、突如として加入するパターンもある。一部の選手は、加入直前や加入前の時期頃に、不穏・不可解な行動やコメントをしており、それらが実質的な加入への伏線となっている。ユニットに加入すると同時にヒールターンする形にはなるが、ジェイ・ホワイトや外道、EVIL、ディック東郷、高橋裕二郎といった加入前からヒール色の強かった選手もいる。メンバーは、指でピストルの引き金を引くポーズを見せている。
結成当初は主にタイトルマッチなどで、メンバーが介入したり、凶器を使ったりといった反則行為が定着していた。それでも、ノーコンテスト（無効試合）にしないことは疑問点が多い。
それ以降も、そのような度を超した反則行為はもちろん、メンバーの対戦試合が行われると仲間の乱入で対戦を妨害したり、メンバーが敗北する3カウント決着寸前のところでレフェリーをリングから引っ張り出したりと、問題行動が多く目立っている。反則で勝利しても、観客からブーイングが出るなど批判も絶えないゆえ、対戦相手からは極悪非道の軍団とも揶揄されるようになっている。
その一方で、考えの違いや仲間に対する不満などから、内部分裂や内部対立、追放といったことが結成から度々起きている。また、前述のヒールターンとは真逆に、追放されたり、自ら脱退したりした選手が、（別のユニットに加入するなどして）ベビーフェイスに転身するケースもあっている。

### 結成の経緯（2013年2月 - 5月）
2013年2月3日、タッグマッチながらプリンス・デヴィットが当時のIWGPヘビー級王者であった棚橋弘至からピンフォール勝ちを奪い、同王座への挑戦を視野に入れる発言をした。その1ヶ月後の3月3日、デヴィットはノンタイトルながら棚橋とのシングルマッチが組まれ対戦するも、敗戦した。その後、デヴィットはTwitter上で選手に対して無差別に挑発的なツイートを送り始める。4月5日、デヴィットはアレックス・シェリーを相手にIWGPジュニアヘビー級王座の三度目の防衛に成功した。だが、試合後にデヴィットはリング上で横たわるシェリーを踏みつける暴挙を敢行するなど、次第に残虐性を見せつけていく。
4月7日、INVASION ATTACKで田口隆祐とのタッグチームApollo 55としてKUSHIDA & シェリー組のTIME SPLITTERSが保持するIWGPジュニアタッグ王座に挑戦したが、田口がKUSHIDAに敗れベルト奪取はならなかった。その後、デヴィットが田口を強襲しApollo 55の解散を宣言した。同時に強襲に加担したバッドラック・ファレを「バウンサー（用心棒）」に就け、デヴィットは自らリアル・ロックンローラ（Real Rock'n Rolla）と称した。
5月3日福岡国際センター大会でデヴィットはファレとタッグを組み、田口 & キャプテン・ニュージャパン組と対戦。デヴィットはこの試合に勝利を収めた後、ユニット名を「BULLET CLUB（以降BC）」と命名した。さらに同日、行われた棚橋 vsカール・アンダーソンの試合後に乱入、試合を終えたばかりのアンダーソンとそのセコンドに付いていたタマ・トンガと結託し、リング上で棚橋を袋叩きにした。

## 略歴（結成 - 現在）

### 2013年
- 5月 - 6月、BEST OF THE SUPER Jr.にデヴィットが出場。セコンドに付いたアンダーソン、トンガ、ファレの介入やラフ殺法を展開し史上二人目となる全勝優勝を果たした[4]。
- 6月22日、DOMINION6.22でデヴィットが再び棚橋とシングルマッチで激突してセコンドの介入を経て勝利を収め、メインイベント終了後にオカダ・カズチカが保持するIWGPヘビー級王座への挑戦を表明した。
- 7月5日後楽園ホール大会にて、トンガがテリブレとのタッグで保持するCMLL世界タッグチーム王座の防衛戦として棚橋&獣神サンダー・ライガー組と対戦したが、テリブレが棚橋からピンフォールを奪われ王座から陥落した。同日のメインイベントではデヴィットがIWGPジュニアヘビー級王座の防衛戦として外道と対戦し勝利を収め、4度目の防衛に成功した。
- 7月20日秋田市立体育館大会、デヴィットがIWGPヘビー級王座に初挑戦も、オカダのレインメーカーでピンフォール負けを喫し王座奪取には至らなかった。
- 8月、デヴィット、アンダーソンがG1 CLIMAXに出場するも、両者共に予選落ちに終わった。
- 9月14日後楽園大会、トンガがレイ・ブカネロとのタッグで棚橋&ライガー組が保持するCMLL世界タッグ王座に挑戦し、トンガがライガーからピンフォール勝ちを収め第35代王者組に君臨した。
- 9月29日神戸ワールド記念ホール大会、デヴィットが棚橋とランバージャック・デスマッチで対戦したが、棚橋のハイフライフローでピンフォール負けを喫した。
- 10月11日（現地時間）、トンガがCMLLに遠征しアレナ・メヒコ大会に参戦。テリブレ、ブカネロ、ラ・コマンダンテらと共にBULLET CLUBラテンアメリカ（Bullet Club Latinoamerica）を結成する[5]。
- 10月14日両国大会、キングオブプロレスリングのメインイベント終了後、デヴィット、アンダーソン、ファレがリング上にいるオカダを襲撃し、アンダーソンがIWGPヘビー級王座への挑戦をアピールした。
- 10月25日後楽園大会、ヤング・バックス（マット・ジャクソン & ニック・ジャクソン）が加入した。同日に開催されたSUPER Jr. TAG TOURNAMENTに初エントリーし、1回戦でCHAOSのブライアン・ケンドリック&バレッタ組に勝利を収める。
- 11月6日後楽園大会、ヤング・バックスが準決勝戦で邪道&外道組を、決勝戦でフォーエバー・フーリガンズ（ロッキー・ロメロ&アレックス・コズロフ組）を下し同大会の優勝を果たした。
- 11月9日大阪大会、POWER STRUGGLEで、ヤング・バックスがTAKAみちのく&タイチ組が保持するIWGPジュニアタッグ王座に挑戦し勝利を収め、第37代王者組に戴冠する。同日のメインイベントではアンダーソンがオカダの保持するIWGPヘビー級王座に挑戦するも、レインメーカーで敗北を喫し戴冠には至らなかった。
- 11月下旬にドク・ギャローズが加入、同時期に開催されたWORLD TAG LEAGUE（WTG）にてアンダーソン&ギャローズ組が初優勝を果たした。

### 2014年
- 1月4日、レッスルキングダム8にて、ヤング・バックスがIWGPジュニアタッグ王座を防衛、アンダーソン&ギャローズ組がIWGPタッグ王座を奪取、ファレがキング・オブ・デストロイヤーマッチで真壁刀義と対戦しK.O.負け、デヴィットが飯伏幸太に敗れ、IWGPジュニアヘビー級王座から陥落してしまった。
- 3月のNEW JAPAN CUPにデヴィット、アンダーソン、ギャローズ、ファレが参戦したが結果はアンダーソン、ギャローズが1回戦で敗退、デヴィットが2回戦で敗退、ファレが準優勝に終わった。
- 4月6日、INVASION ATTACKにて、デヴィットが田口と対戦し、ピンフォール負けを喫し試合後に田口に握手を交して和解、ファレ&トンガがオカダ&YOSHI-HASHI組と対戦し、トンガがオカダからピンフォール負けを喫してしまった。この試合後、AJスタイルズが乱入してオカダにスタイルズクラッシュを決め、オカダの保持するIWGPヘビー級王座に挑戦を表明した。
- 4月7日、デヴィットが新日本プロレスを退団し、BCから離脱した。
- 5月3日、レスリングどんたくにてAJがオカダの保持するIWGPヘビー級王座に挑戦した。試合終盤よりCHAOSの高橋が乱入してオカダを強襲、このアシストを経てAJがオカダにスタイルズクラッシュを決めてピンフォール勝ちを収め、第60代王者に戴冠した。同時に高橋がCHAOSを裏切り、同ユニットとしては初となる日本人選手としてBCに加入した。
- 6月21日、DOMINION6.21にてファレが中邑真輔の保持するIWGPインターコンチネンタル王座に挑戦、バッドラックフォールで中邑からピンフォール勝ちを収め、第9代王者に戴冠した。一方でヤング・バックスがTIME SPLITTERSに敗れIWGPジュニアタッグ王座から陥落した。
- 6月29日、後楽園大会にて高橋が石井智宏の保持するNEVER無差別級王座に挑戦、マイアミ・シャインでピンフォール勝ちを収め第4代王者に戴冠した。
- 8月10日、G1 CLIMAX 24 西武ドーム大会にて、AJが棚橋と対戦しピンフォール負けを喫した。試合後、BCのメンバーと共に棚橋を袋叩きにしているところをGFWのジェフ・ジャレットが救出に入った。棚橋を擁護しつつ同じく救援に駆け付けたマネージャーのスコット・ダモールからギターケースを受け取ったが、直後に棚橋に対してギターケースからギターを取り出すとギターにはBCのロゴがプリントされており、そのギターでギターショットを見舞いBCの面々と抱擁を交わした。ワイシャツを脱ぐとBCのTシャツを観衆にアピールし、ダモールと共にBCに加入を果たした。
- 9月21日、ファレが中邑のリマッチに敗れ、インターコンチネンタル王座から陥落した。
- 10月13日、高橋が石井のリマッチに敗れ、NEVER無差別級王座から陥落した。同日、AJも棚橋に敗れてIWGPヘビー級王座から陥落する。
- 11月8日、DDTプロレスリングから新日本に移籍したケニー・オメガが加入した。

### 2015年
- 1月4日、レッスルキングダム9にてオメガが田口からIWGPジュニア王座を奪取、一方でアンダーソン・ギャローズ組が後藤洋央紀・柴田勝頼の「同級生タッグ」に敗北し、1年間続いたIWGPヘビー級タッグ王座から陥落した。
- 1月5日、NEW YEAR DASH !!において新メンバーとして、コーディ・ホールが紹介され加入した。
- 2月11日、AJが棚橋からIWGP、アンダーソン、ギャローズが後藤、柴田からタッグ王座を奪還、ヤングバックスが3WAYマッチを制しJr.タッグ王座を戴冠。オメガが田口のリマッチを退けてIWGPジュニア王座に初防衛する。
- 3月のNEW JAPAN CUPにアンダーソン、ギャローズ、ファレ、高橋が参戦しアンダーソンとギャローズが1回戦、ファレと高橋が2回戦で敗退した。
- 4月5日、INVASION ATTACK 2015にて、IWGPヘビー級王座でAJが飯伏幸太、IWGPジュニア王座戦でオメガがマスカラ・ドラダをそれぞれ相手にし防衛に成功。一方でヤングバックスがROPPONGI VICE（ロッキー・ロメロ&バレッタ組）に敗れJr.タッグから陥落した。IWGPタッグ戦もアンダーソン、ギャローズ組がROHのマイケル・ベネット、マット・ターバン組と対戦するも、アンダーソンがROH組のセコンドにいたマリア・ケネリスの色仕掛けに嵌った為に惨敗、同王座流出を許す。
- 10月23日、新日本が主催するRoad to POWER STRUGGLE所沢大会にてオメガに紹介されチェーズ・オーエンズが加入した。

### 2016年
- 1月4日、WRESTLE KINGDOM 10にてタマ・トンガの父でもあるキング・ハクがBULLETCLUBのシャツを着て第0試合に登場した。ハクは試合後、「BULLETCLUBの一員として（新日本のリングに）戻れたことが非常に嬉しい」というコメントを残した。また、同日の試合でヤングバックスがIWGPジュニアタッグ王座を奪取した一方、オメガがKUSHIDAに敗れてIWGPジュニア王座、アンダーソン&ギャローズ組がG・B・H（真壁刀義&本間朋晃組）に敗れてIWGPタッグ王座から陥落した。AJが中邑のIWGPインターコンチネンタル王座の奪取に失敗し、ファレ&高橋&トンガ組が矢野通&ブリスコ兄弟（マーク・ブリスコ、ジェイ・ブリスコ）組に敗れてNEVER無差別級6人タッグ王座戴冠に失敗した。
- 1月5日、試合後AJがオメガを始めとするメンバー達から襲撃され、同ユニットを追放された。同時に追放の主導者であるオメガが新リーダーとなった。
- 2月15日、アンダーソン＆ギャローズが試合後インタビュールームで退団を示唆[6]。
- 2月20日、アンダーソン＆ギャローズが正式に新日本プロレスを退団した[7]。
- 4月1日、後楽園ホール大会よりタンガ・ロアが加入。
- 5月8日、ROH & 新日本の共催興行、GLOBAL WARSのメインイベントで行われたROH世界選手権試合のジェイ・リーサル vs コルト・カバナ戦の試合終盤で、ヤング・バックスが試合に乱入した。その後突如として会場が暗転となり、再び点灯するとヤング・バックスの間を陣取る形でアダム・コールがリング上に登場した。直後にヤング・バックスがリーサルとカバナにスーパーキックを放ちKOに追い込むとコールはマイクを手に取り、「俺がBULLET CLUBの新メンバーだ！」と宣言し加入した。
- 5月9日、ハングマン・ペイジがWAR OF THE WORLDS TOURのメインイベントに出場予定とされていたが、リングに姿を見せず試合が開始された。試合終盤、レフェリーがダウンしてリング上が無法地帯と化する中ようやく登場し、当初組む予定だったジェイ・ブリスコからパイプイスを手渡されたが直後にブリスコに対して急所攻撃を見舞い、相手チームのBULLET CLUBの勝利をアシスト。ROH軍を離反しBULLET CLUBに加入した[8]。
- 8月14日、オメガがG1 CLIMAXで初優勝及び外国人選手として初のG1制覇を果たす。
- 9月25日、DESTRUCTION in KOBEでハンタークラブ入りを拒否されたキャプテン・ニュージャパンがパートナーのヨシタツを裏切って襲撃し、衝撃のBULLET CLUB入りを果たした。
- 9月26日、10月8日に開催予定のNEW JAPAN ROAD ～がんばろう！UONUMA 2016～にてBONE SOLDIERなるレスラーの登場が発表された。
- 12月10日、オメガが重大発表としてバレットクラブの新メンバーがコーディ・ローデス改めコーディーであることを紹介してコーディーがビデオで登場した。

### 2017年
- 1月4日、オメガがIWGP王者のオカダに挑戦するも敗退、ヤングバックス、G.O.Dも王座を失った。次の2月シリーズはメンバー全員が欠場となった。
- 1月11日、負傷で長期離脱していたホールがWAW（World Association of Wrestling）に移籍し新日本プロレスを退団、BCから離脱した。
- 2月11日、ROHピッツバーグ大会において、試合後クリストファー・ダニエルズにコールが襲撃。フランキー・カザリアンが救出に駆け付けるもコールと結託しジ・アディクションを解散を表明。裏切ったカザリアンが新メンバーとなった[9]。
- 3月1日、SOLDIERが新日本プロレス公式サイトの選手一覧ページから削除され、事実上の離脱[10]。
- 3月10日、サンライズマナーで行われたROH15周年アニバーサリーショーにおいて、ROH世界王座でもあるコールとダニエルズとのタイトルマッチにセコンドにカザリアンが入るも、試合終盤にカザリアンがBCのTシャツを破りダニエルズと再結託し勝利をアシスト。裏切る形でBCから離脱した[11]。
- 5月3日、レスリングどんたくにてG.O.DがIWGPタッグマッチ3WAYマッチに出場するも敗退、IWGPヘビー級王者オカダにファレが挑戦するも敗退。
- 5月12日、WAR OF THE WORLDSツアーのセミファイナルで行われたコールvs棚橋戦の終了後に突如として会場が暗転となり、オメガがスクリーン上で新メンバーとしてマーティ・スカルの加入を発表と同時にコールを労うメッセージを送った。再び点灯するとスカルが登場し傘を開くとBCのロゴが入っているのをアピール、ヤングバックスがスーパーキックを放つとスカルは傘で攻撃し、コールの追放を高らかに宣言した[12]。
- 5月14日、スカルが保持するROH世界TV王座の防衛戦でKUSHIDAと対戦するも、王座を失った[13]。
- 5月17日、スカルが新日本プロレスが主催するジュニアヘビー級選手によるリーグ戦、BEST OF THE SUPER Jr.にAブロックで出場するも敗退した。
- 6月11日、ファレ、ペイジ、高橋組がNEVER無差別級6人タッグマッチガントレットマッチに出場するも敗退、ヤングバックスとG.O.Dが王座を奪取した。オメガがオカダと対戦するも時間切れ引き分けに終わり、王座奪取に失敗した。
- 6月23日、スカルがROH世界TV王座に挑戦するも敗退、コーディーがダニエルズからROH世界王座を奪取した。
- 7月1日、G.O.Dがウォーマシーンに敗れ王座を失い、コーディーがオカダに挑戦するも敗戦。
- 7月2日、ヤングバックスが王座防衛に成功、オメガが初代IWGP USヘビー級王座になった。
- 8月12日、オメガがG1 CLIMAX27のBブロックを1位通過し、2年連続の優勝決定戦進出を決めた。しかし翌13日に行われた優勝決定戦で内藤哲也と対戦して敗れ、オメガの連覇はならなかった[14]。また、同日行われたヤングバックスの王座防衛戦でタグチジャパンの田口・リコシェ組の「ファンキー・フューチャー」に敗れ防衛に失敗した[15]。
- 9月6日、オメガが左ヒザの故障に伴いDESTRUCTIONの前哨戦シリーズを欠場し、オメガの代役としてトンガ・ロア兄弟の末弟であるレオ・トンガの参戦が発表された[16][17]。
- 9月10日、後楽園ホール大会の第5試合終了後、バックステージにてレオが兄のトンガによって正式にBULLET CLUBのメンバーとして迎え入れられた[18]。

### 2018年
- ヤング・バックスがROPPONGI 3KからIWGPジュニアタッグ王座を奪取に成功、Codyは飯伏を相手にエプロンサイドからクロスローズを決めるものの、最後は飯伏のカミゴェ→フェニックス・スプラッシュに敗れた。さらにNEVER無差別級6人タッグ王座にて王者組であったファレ、トンガ、ロア組がCHAOSの石井、矢野、バレッタ組を相手に防衛に失敗。スカルもウィル・オスプレイと対戦して破れIWGPジュニアヘビー級王座から陥落した。オメガはクリス・ジェリコの前に苦戦を強いられるものの、IWGP USヘビー級王座を死守した。
- 1月5日、Codyがデビッド・フィンレーをアメリカンナイトメアで仕留めると試合後に飯伏へパイプ椅子での攻撃をしようとするが、オメガが割って入った。そしてジェイ・ホワイトを新メンバーに迎え入れようとするものの、ホワイトのブレードランナーを受けIWGPUSヘビー級王座戦が決定、NEVER無差別級6人タッグ選手権試合にてBULLET CLUBがCHAOSからベルトを奪還する。
- 1月27日、北海きたえーる大会1日目にてNEVER無差別級6人タッグマッチを賭けタグチジャパンと対決。最後はトンガがヘナーレにドリームキャッチャーを決め勝利を収める。
- 1月28日、北海きたえーる大会2日目にてヤング・バックスがROPPONGI 3Kのリマッチを受けるが、首固めで王座から陥落した。メインイベントであったIWGPユナイテッド・ステーツ・ヘビー級王座にてオメガがホワイトを圧倒していたが、片翼の天使で決めようとしたところでホワイトのブレードランナーを食らい、王座から陥落した。試合後、ペイジがホワイトからベルトを奪い挑戦表明すると、オメガがそれを奪い取りホワイトに手渡した。だが、そこへCody、スカル、ヤングバックスが現れるも口論になり、最後はCodyがオメガを襲撃してクロスローズを決めた。なお、オメガはBULLET CLUBを追放されておらず、2月16日から19日までの新日本オーストラリア遠征ではBULLET CLUBの一員としてタッグ戦に参加した[19]。
- 2月23日、後楽園ホール大会にてオーエンズ＆飯伏＆オメガVSスカル＆ペイジ＆Codyのスペシャルタッグマッチが組まれることとなった。なお、2月24日こそ満を持してオメガ＆飯伏のゴールデンラヴァーズVSスカル＆Codyのカードも組まれた。ちなみに、23日の試合に関してスカルは「賛同できない」と反対する[20] 一方でペイジはやる気を示した[21]。
- 2月23日、後楽園ホール大会初日にてオーエンズを含んだオメガと飯伏によるゴールデン☆ラヴァーズVSCody派のCody、ペイジ、スカルの試合が行われた。その時のCodyのコスチュームにはリーダーを表すものがあり最後はペイジがオーエンズをライト・オブ・パッセージで仕留めたがCodyとペイジはバックステージにて揉めてしまう。その一方で、オメガは飯伏とのゴールデン☆ラヴァーズを正式に復活したことを告げた。これ以降、飯伏は正式メンバーではないもののBULLET CLUBのメンバーとタッグを組むこととなった。
- 2月24日、後楽園ホール大会2日目にてNEVER無差別級6人タッグ王者のトンガ、ファレ、ロアがライガー、デリリアス、チーズバーガーを相手に防衛戦を行い成功。チーズバーガーを健闘するフリをしてトンガがガン・スタンを浴びせると、チーズバーガーはヤングライオンの北村克哉によってお姫様抱っこをされ退場した。
- CHAOS VS BULLET CLUBのカードが組まれ、IWGP USヘビー級王者であるホワイトをペイジが3カウントを取り改めて当王座への挑戦表明を行った。
- メインイベントではゴールデン☆ラヴァーズ VS BULLET CLUBのタッグマッチが行われ、Codyが飯伏にリップロックをするがそこで飯伏にスイッチが入り、最後はスカルがゴールデン☆ラヴァーズの新必殺技ゴールデン☆トリガーで沈んだ。
- 試合後、ヤング・バックスがリングに上がるとヘビー級転向とゴールデン☆ラヴァーズに対戦表明。このカードは3月25日ロングビーチ大会にて行われることが決まった。
- 2月26日、新日本プロレスによって行われるNJCこと『ニュージャパンカップ2018』では高橋とファレがエントリーされた。だが、この時オメガは首の怪我によりエントリーはされなかった。また飯伏がBULLET CLUBのメンバーと共にCHAOSを迎え撃つことも決まった。
- 5月4日、レスリングどんたくでのIWGPジュニアヘビー級選手権試合でウィル・オスプレイが王座を防衛。試合後、トンガがリングに現れプロレスリング・ノア退団から間もない石森太二のBULLET CLUB入りを宣言した。石森は、BEST OF THE SUPER Jr.に参戦し決勝に進出するものの、高橋ヒロムに破れ準優勝に終わった。
- 6月9日、大阪城ホール大会でオメガがオカダのIWGPヘビー級選手権試合に史上初となる時間無制限三本勝負というルールで挑戦1時間を超える対決を制し、IWGPヘビー級王座を初獲得、第66代王者となった[22][23]。試合後のバックステージでオメガ、飯伏、ヤング・バックスによる新ユニット「ゴールデンELITE」の結成が宣言された[24]。
- 7月8日（アメリカ時間では7月7日）、G1スペシャルであるサンフランシスコ大会にて今まで因縁を持っていたCodyとIWGPヘビー級王座を賭け対決。最後は粘るCodyをオメガが片翼の天使で沈め初防衛を飾った。試合後、トンガ、ロア、そして同大会に出場していた彼らの父親でもあるキング・ハクによりメンバーがオメガらを襲撃した。Codyはオメガの救出に動き、その後2人は完全和解した。
- サンフランシスコ大会を受け、G1 CLIMAX 28からメンバーが「OG（Original gangsterの略。別名「Firing Squad」、トンガサイド）」と「ELITE（オメガサイド）」に再分裂した。G1にエントリーされたOGのトンガとファレは公式戦・前哨戦に関わらず仲間の試合に乱入し、ロアは2人のセコンドに付いて乱入のサポートを行う。結成当時のヒール・ユニット色を復活させた形となった。一方のELITEには上記の3人以外のBCメンバー（飯伏を含む。）が所属する。
- G1 CLIMAX 28に、ELITEからオメガ、飯伏、ペイジが、OGからファレ、トンガが出場。ファレ、トンガは毎試合ロアをセコンドに従え反則の限りを尽くした。連日続くOGの反則に対し、新日本プロレスは「『G1 CLIMAX 28』Bブロック公式戦にBULLET CLUB OGの選手が介入した場合には、該当選手を「3ヶ月の試合出場停止」及び、「罰金処分」とさせて頂きます」[25] と異例のコメントを発表した。8月11日、矢野通対タマ・トンガ戦において花道からファレが登場したところでヤングライオンやレフェリー達が介入を食い止め、ハロルド・メイ社長と菅林直樹会長が登場して退場を宣告。OGはバンに詰め込まれ強制退場させられた[26]。この日のメインイベントでオメガと飯伏が6年ぶりに対戦し、飯伏が勝利した。8月12日、トンガ、ロア、石森対マット、ニック、スカル戦のゴング前にロアが石森をOGメンバーとして紹介した。予定を変更してNEVER無差別級6人タッグ王座のタイトルマッチとなった試合はスカルがトンガのガンスタンに沈み、タイトルがELITEからOGに移動する事態となった。
- 2018年10月8日、KING OF PRO-WRESTLINGのメインイベントでオメガ、飯伏、CodyによるIWGPヘビー級王座決定戦3WAYマッチが行われ、オメガが防衛を果たす。セミファイナルでは棚橋VSホワイト戦の終了後にOGメンバーが乱入、9月23日の神戸大会でCHAOSを脱退したホワイトと外道、外道のタッグパートナーである邪道、そしてトンガが棚橋の救出に現れたオカダを返り討ちにした。その後のバックステージで3人のBCOG加入が表明された[27]。同日、石森がTwitterでロビー・イーグルスの新タッグパートナーとしてのOG加入を発表した[28]。10月16日の後楽園大会からOGは、「BULLET CLUB」を名乗るようになった。同シリーズに参戦した高橋、オーエンズ、飯伏らELITEメンバーは変わらず「BULLET CLUB ELITE」とアナウンスされているため、この時点ではBULLET CLUBは無印の「BULLET CLUB」とオメガ率いる「BULLET CLUB ELITE」の2つに分裂中ということになる。
- 10月24日、コーディーがツイッターで「自分はもうバレットクラブの一員ではない。」と発表した。
- 10月30日、ジェリコのpodcastにてマットがコーディー、オメガ、スカル、ニック、ペイジが公式的にThe Eliteであり、もはやバレットクラブの一員ではないことを発表した。加えてバレットクラブOGとEliteの戦いを終え、The Eliteはバレットクラブを脱退した。
- 11月8日、新日本プロレスリングはペイジと高橋が次回のWORLD TAG LEAGUEにてThe Elite代表として出場することを発表した。それと同時に高橋がバレットクラブを脱退し、The Eliteに加入することとなった。
- 12月22日、トンガがBullet Clubの新しいリーダーにホワイトを選んだと発表した。

### 2019年
- 1月4日に開催されたWrestle Kingdom 13で石森がKUSHIDAの所持するIWGP Jrヘビー級王座に挑戦、勝利して王者となる。 更にホワイトがシングルマッチでオカダを破った。
- 1月5日、後楽園大会にて石森、トンガ、ロア組がNEVER6人タッグ選手権に挑戦、試合終盤にオーエンズと高橋が乱入して加勢し勝利を収める。試合終了後にお互いを認め、オーエンズと高橋は再び「BULLET CLUB」へと戻った。
- 2月11日に開催された「New Beginning in Osaka」でホワイトが棚橋からIWGPヘビー級王座を奪い、第68代王者となった。
- 5月4日に開催された「レスリングどんたく」において、エル・ファンタズモが加入。
- BEST OF THE SUPER Jr．26にて、イーグルスとファンタズモが不協和音を奏で、NJPW SOUTHERN SHOWDOWN in MELBOURNEで行われた6月29日のイーグルスvsオスプレイとのIWGPジュニアヘビー級選手権試合において、イーグルスが介入したファンタズモを殴り、翌日の試合後にイーグルスがホワイトとファレに攻撃したため、これを機にイーグルスが脱退する。
- 8月12日、G1 CLIMAX 29の最終戦においてKENTAがタッグパートナーの石井のタッチを拒否し、その後、石井にgo2sleepを決め対戦相手であったBULLET CLUBの勝利をアシストした。試合後、KENTAのG1出場に貢献した負傷欠場中の柴田勝頼がリング上に現れ制裁を加えるが、邪道の介入もあって最終的にはKENTAが柴田をPKでKOしBULLET CLUBに加入した。

### 2020年
- 7月11日に開催されたNEW JAPAN CUP 2020決勝戦で、オカダと対戦したEVILが試合中に乱入した外道、高橋とともにオカダを痛めつけた。試合はそのままEVILが勝利し、優勝した。試合後、EVILはロス・インゴベルナブレス・デ・ハポンを裏切り、BULLET CLUBに加入した[29]。
- 7月12日、NEW JAPAN CUP 2020覇者となったEVILがIWGPヘビー級、インターコンチネンタル両王座を保持する2冠王者の内藤哲也に挑戦した。試合はディック東郷の乱入もあり、EVILが勝利し両王座を初戴冠した。なお、そのまま東郷はBULLET CLUBに加入した[30]。

### 2021年
- 3月16日、NEW JAPAN CUP 2021で矢野と対決したEVILが東郷との合体技『暗闇』を初披露し、準々決勝を勝ち進んだがこの試合を機に矢野との暗闇抗争へと発展した。
- 4月28日、EVILがNEW JAPAN CUP 2021で倒した矢野とKOPW争奪戦に挑んだがとどめの急所を喰らい、黒頭巾を被らされてスクリューボーイでフォール負けを喫した。
- 5月3日、ホワイトが棚橋を破りNEVER無差別級王座を獲得。これで、ホワイトは史上初めて新日本プロレスの管理する4大シングル王座（IWGPヘビー級王座、IWGPインターコンチネンタル王座、IWGP USヘビー級王座、NEVER無差別級王座）を全て戴冠した。
- 9月4日、SHOがWRESTLE GRAND SLAM in MetLife Dome 埼玉・メットライフドームにおいて、かつてのタッグパートナーだったYOHとの試合に勝利・決別し新メンバーとなる。また同日にはSHO、高橋、東郷、EVILによるユニット内新ユニット・HOUSE OF TORTUREを結成。

### 2022年
- 1月4日、EVILが石井を下しNEVER無差別級王座を奪取。保持していたNEVER無差別級6人タッグ王座と合わせ、NEVER2冠王者となる。
- 1月27日（アメリカ時間）、IMPACT WRESTLINGにてクリス・ベイとジェイク・サムシングが対戦、ジェイクの勝利後にホワイト、トンガ、ロアが急襲。アンダーソン＆ギャローズへ挑発した。バックヤードではHOUSE OF TORTUREに対して批判するコメントを残した。
- 2月11日（アメリカ時間）、AEWで行われたヤング・バックスとROPPONGI VICEの試合後、ホワイトが現れトレント・バレッタを襲撃。
- 2月19日（アメリカ時間）、IMPACT WRESTLINGにてトンガ、ロアがアンダーソン＆ギャローズの保持するインパクト世界タッグ王座に挑戦。だが、試合中に突如現れたホワイトの裏切りに遭い敗北を喫した。試合後にはホワイト、アンダーソン、ギャローズ、ベイの4人が結託をアピールし内部分裂が決定的となった[31]。
- 3月13日、「NEW JAPAN CUP 2022」2回戦（ベイコム総合体育館）でEVILとタマが対決。東郷が介入するも邪道がタマを救出。しかし石森・ファンタズモがタマにサドンデスを加え、EVILが勝利したのち外道が邪道にメリケンサック攻撃を見舞い決別。ホワイトのスポークスマンでもある外道とファレ・オーエンズ・石森・ファンタズモ、そしてHOTが結託し、ついにはGoDと邪道をバレットクラブから追放した[32]。
- 4月16日、シカゴ大会にてスコット・ノートンが加入。
- 5月1日、福岡大会にて石森がエル・デスペラードからIWGPジュニア王座を、ファレ&オーエンズが3WAYマッチを制しIWGPタッグ王座を奪取した。更にIWGP USヘビー級王者決定戦に勝利した直後の棚橋をジュース・ロビンソンが背後から襲撃し、ベルトを強奪すると同時に本隊を裏切り加入した。
- 5月15日（アメリカ時間）、ジュースが棚橋、ウィル・オスプレイ、ジョン・モクスリーとの4WAYマッチを制しIWGP USヘビー級王座を奪取。
- 6月3日、エース・オースティンが加入。
- 6月12日、大阪城ホール大会にてホワイトがオカダを下しIWGP世界ヘビー級王座を、アンダーソンがタマを下しNEVER無差別級王座を奪取した。
- 9月25日、神戸大会にてアンダーソンが棚橋を下し、NEVER無差別級王座を初防衛した。なお、この試合後にヒクレオがトンガと共にホワイトを攻撃し、ヒクレオはバレットクラブから脱退した。

### 2023年

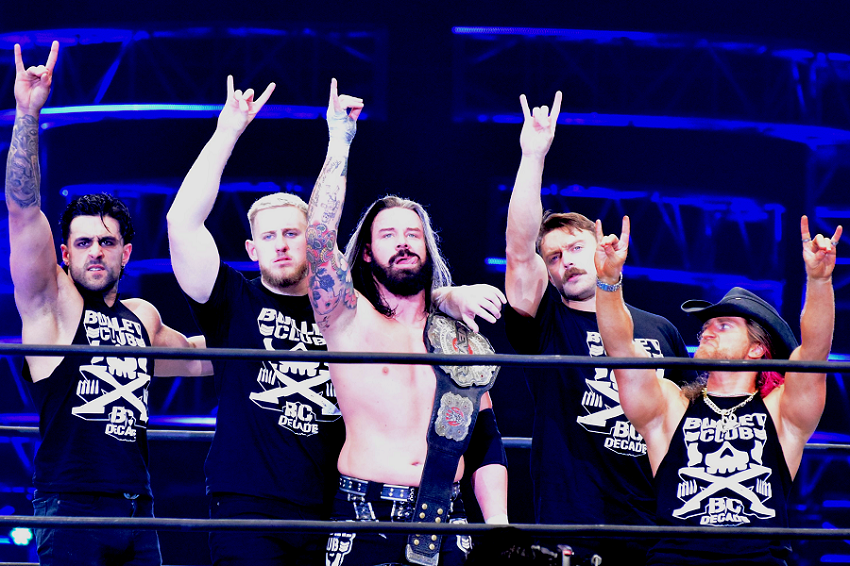
7代目リーダーのデビッド・フィンレー時代のBULLET CLUB。

- 1月4日、ホワイトがオカダに敗れIWGP世界ヘビー級王座を、石森が4WAYマッチの結果IWGPジュニアヘビー級王座を、アンダーソンがトンガに敗れNEVER無差別級王座をそれぞれ失う。以降、アンダーソンはWWEに専念。
- 2月11日、ホワイトが自らが提唱したルーザーリーブ・ジャパンマッチでヒクレオに敗北。これにて、ホワイトは日本で行われる試合には出場出来なくなった。
- 2月18日（アメリカ時間）、サンノゼ大会にてKENTAがフレッド・ロッサーを下しSTRONG無差別級王座を奪取。さらにホワイトがエディ・キングストンとのルーザーリーブ・ニュージャパンマッチに敗れ、新日本プロレスを追放されると共に試合後、デビッド・フィンレーに襲撃された[33]。
- 3月6日、フィンレーが「NEW JAPAN CUP 2023」一回戦で外道を伴い入場、石井に勝利後BULLET CLUBの5代目リーダー就任が発表された。
- 4月5日（アメリカ時間）、「AEW DYNAMITE」にホワイトが登場し、ジュースと共にリッキー・スタークスを襲撃。同日、トニー・カーン社長のSNSでホワイトがAEWと契約したことが発表された[34]。
- 4月8日、両国国技館大会にてファンタズモが追放された。ファンタズモは、かねてよりフィンレーのリーダー就任に反発しており、タッチ代わりにチョップを見舞うなど不協和音が生じていた[35]。
- 4月15日（アメリカ時間）、ワシントン大会にてクラーク・コナーズが加入[36]。
- 5月3日、福岡大会にてKENTAがヒクレオに敗れSTRONG無差別級王座を失うも、フィンレーがトンガからNEVER無差別級王座を奪取。
- 6月4日、大阪大会にてドリラ・モロニー（当時ダン・モロニー）、アレックス・コグリン、ゲイブ・キッドが加入。更に、フィンレーがファンタズモを下しNEVER王座の防衛に成功した直後のバックステージでBULLET CLUB WAR DOGSの結成を宣言した。
- 6月24日（アメリカ時間）、「AEW COLLISION」トロント大会にてコルテン・ガンとオースティン・ガンの「ザ・ガンズ」がホワイトとジュースが立ち上げたBULLET CLUB GOLDに加入する。
- 9月24日 DESTRUCTION in KOBE 兵庫・神戸ワールド記念ホール 第6試合：『KOPW 2023』争奪戦 『時間無制限セコンド手錠拘束マッチ』 タイチ vs SHOにおいて金丸義信が突如乱入し、タイチをウイスキーで吹きかけ襲撃した。金丸はJust 5 Guysを裏切り、さらには「あんなクソヤローどもとよ、俺のやろうとしてることは違うんだよ、バカヤロー!」と罵り、HOUSE OF TORTUREに電撃加入した。
- 11月29日、「WORLD TAG LEAGUE 2023」にてAEW所属の「ゲイツ・オブ・アゴニー」（ビショップ・カーン（英語版）、トーア・リオナ（英語版））がHOUSE OF TORTUREに加入した。
- 12月1日、「WORLD TAG LEAGUE 2023」にて、ゲイツ・オブ・アゴニーが対戦相手であるEVIL・裕二郎組を試合開始前に裏切り、HOUSE OF TORTUREとして一度も試合を行うことなく脱退した。
- 12月6日、佐賀・唐津市文化体育館で行われた『WORLD TAG LEAGUE 2023』 Aブロック公式リーグ戦にて成田蓮が試合中にタッグパートナーの海野翔太のタッチを拒否して、海野を背後からスリーパーで締め上げて裏切り、HOUSE OF TORTURE入りを果たした。

### 2024年
- 1月2日、プロレスリング・ノアの有明アリーナ大会にHOUSE OF TORTUREが参戦。
- 1月4日、東京ドーム大会にてコナーズ&モロニー組がTJP&フランシスコ・アキラ組に敗れIWGPジュニアタッグ王座を失うも、フィンレーがウィル・オスプレイ、ジョン・モクスリーとの3WAYマッチに勝利し、新設されたIWGP GLOBALヘビー級王座の初代王者となる。
- 4月23日、後楽園ホール大会にて行われたドリラ・モロニーと内藤哲也のシングルマッチに、ノアのジェイク・リーが乱入し内藤を襲撃。これ以降WAR DOGSとジェイク率いるGood Looking Guys（GLG）は共闘関係となる。
- 5月11日（現地時間）、トヨタ・アリーナ大会にてゲイブがエディ・キングストンからSTRONG無差別級王座を奪取。
- 7月13日、ノア日本武道館大会にて、GLGのラストマッチを終えたジェイクが外道の勧誘に応じ、BULLET CLUB WAR DOGSに加入。
- 10月2日、スターダム後楽園ホール大会にて行われたCOSMIC ANGELSとH.A.T.E.の4対4イリミネーションマッチにコナーズが乱入。なつぽいにスピアーを決めてH.A.T.E.の勝利をアシストした。
- 10月21日（日本時間）、イギリス大会にてロビー・エックスが加入。
- 11月4日、大阪大会にて行われたフィンレーとタイチのIWGP GLOBALヘビー級選手権試合後に、SANADAがJUST 5 GUYSを裏切りWAR DOGSに加入した。

### 2025年
- 1月3日、TNAレスリングがWWEと業務提携を結んだ為、新日本プロレスとの業務提携を終了した事によりエース・オースティンとクリス・ベイがBULLET CLUBから離脱した[37]。
- 1月30日、仙台大会にて成田&裕二郎&SHOが棚橋&矢野&ボルチン・オレッグを下し、NEVER無差別級6人タッグ王座を奪取。
- 2月11日、大阪大会にて、ゲイブと辻陽太によるIWGP GLOBALヘビー級選手権試合が両者KOにより引き分けとなった直後、HOUSE OF TORTUREが乱入。EVILがWAR DOGSのBULLET CLUBからの追放を一方的に宣言し、以降WAR DOGSとHOUSE OF TORTUREは内紛状態となる。
- 3月20日、長岡大会にて、フィンレーが海野を下し、NEW JAPAN CUPを初制覇。
- 5月3日、WAR DOGS VS HOUSE OF TORTUREの「ドッグパウンドケージマッチ」にH.O.Tが敗れ、BULLET CLUBから追放された[38]。

## メンバー
- 石森太二（2018年5月4日 - ）（WAR DOGS）
- 外道（2018年10月8日 - ）（WAR DOGS）
- デビッド・フィンレー（5代目リーダー）（2023年3月6日 - ）（WAR DOGS）
- クラーク・コナーズ（2023年4月16日 - ）（WAR DOGS）
- ドリラ・モロニー（2023年6月4日 - ）（WAR DOGS）
- ゲイブ・キッド（2023年6月4日 - ）（WAR DOGS）
- ジェイク・リー （2024年7月13日 - ）  （WAR DOGS）
- ロビー・エックス（2024年10月20日 - ）（WAR DOGS）
- Yuto-Ice（2025年8月17日 - ）（WAR DOGS）
- OSKAR（2025年8月17日 - ）（WAR DOGS）

## 元メンバー
- プリンス・デヴィット（初代リーダー）（結成 - 2014年4月7日 新日本プロレス退団に伴い脱退）[39]（WWEに移籍）
- AJスタイルズ（デヴィット離脱後のリーダー格）（2代目リーダー）（2014年4月6日 - 2016年1月5日 追放）（WWEに移籍）
- ドク・ギャローズ（2013年11月23日 - 2016年2月20日 新日本プロレス退団に伴い脱退、2022年2月19日に再加入 - 10月10日 WWEに復帰・離脱）
- カール・アンダーソン（2013年5月3日 - 2016年2月20日 新日本プロレス退団に伴い脱退、2022年2月19日に再加入 - 2023年1月4日 WWEに復帰・脱退）
- コーディ・ホール（2015年1月5日 - 2017年1月11日 新日本プロレス退団に伴い離脱）（WAWに移籍）
- BONE SOLDIER（2016年9月25日 - 2017年3月1日 特にアナウンスが無いまま自然離脱）[10]
- フランキー・カザリアン（2017年2月11日 - 2017年3月10日 クリストファー・ダニエルズと再合体し脱退）
- アダム・コール（2016年5月8日 - 2017年5月12日 追放）（WWEに移籍）
- マット・ジャクソン（2013年10月25日 - 2018年10月30日）（The Eliteとして独立・脱退）
- ニック・ジャクソン（2013年10月25日 - 2018年10月30日）（The Eliteとして独立・脱退）
- ケニー・オメガ（3代目リーダー）（2014年11月8日 - 2018年10月30日）（The Eliteとして独立・脱退）
- ハングマン・ペイジ （2016年5月9日 - 2018年10月30日）（The Eliteとして独立・脱退）
- Cody（2016年12月10日 - 2018年10月30日）（The Eliteとして独立・脱退）
- マーティ・スカル（2017年5月12日 - 2018年10月30日）（The Eliteとして独立・脱退するもROHに残留）
- ロビー・イーグルス（2018年10月8日 - 2019年6月30日 脱退・CHAOSに加入）
- ジェイ・ホワイト（4代目リーダー）（2018年10月8日 - 不明）（2023年2月19日 新日本プロレスを追放）（BULLET CLUB GOLD/BANG BANG GANG）
- ジュース・ロビンソン（2022年5月1日 - 不明）（BULLET CLUB GOLD/BANG BANG GANG）
- タマ・トンガ（結成 - 2022年3月13日 追放）（本隊に合流）
- タンガ・ロア（2016年3月12日 - 2022年3月13日 追放）（本隊に合流）
- 邪道（2018年10月8日 - 2022年3月13日 追放）（本隊に合流）
- ヒクレオ（2017年9月7日 - 2022年9月25日 脱退）（本隊に合流）
- エル・ファンタズモ（2019年5月4日 - 2023年4月8日 追放）（本隊に合流）
- ビショップ・カーン（2023年11月29日 - 12月1日 脱退）
- トーア・リオナ（2023年11月29日 - 12月1日 脱退）
- アレックス・コグリン（2023年6月4日 - 2024年3月23日 引退・離脱）
- ジャック・ペリー（2024年3月6日 - 5月11日 AEWに復帰・離脱）
- クリス・ベイ（2021年7月20日 - 2025年1月3日 新日本プロレスとTNAレスリングの業務提携終了・離脱）
- エース・オースティン（2022年6月3日 - 2025年1月3日 新日本プロレスとTNAレスリング業務提携終了・離脱）
- KENTA（2019年8月12日 - 2025年1月6日 プロレスリング・ノアに再入団・離脱）
- 高橋裕二郎（2014年5月3日 - 2018年11月8日、2019年1月5日 - 2025年5月3日 追放）（The Eliteとして独立・脱退するも再加入）（HOUSE OF TORTURE）
- EVIL（2020年7月11日 - 2025年5月3日 追放）（HOUSE OF TORTURE）
- ディック東郷（2020年7月12日 - 2025年5月3日 追放）（HOUSE OF TORTURE）
- SHO（2021年9月4日 - 2025年5月3日 追放）（HOUSE OF TORTURE）
- 金丸義信（2023年9月24日 - 2025年5月3日 追放）（HOUSE OF TORTURE）
- 成田蓮（2023年12月6日 - 2025年5月3日 追放）（HOUSE OF TORTURE）
- SANADA （2024年11月4日 - 2025年5月3日 追放）（HOUSE OF TORTURE）
- バッドラック・ファレ（結成 - 2025年6月15日 脱退）（ROGUE ARMY）（HOUSE OF TORTUREに加入）
- チェーズ・オーエンズ（2015年10月23日 - 2018年10月30日、2019年1月5日 - 2025年6月15日 脱退）（The Eliteとして独立・脱退するも再加入）（WAR DOGS）（HOUSE OF TORTUREに加入）
- ジャック・ボンザ（2022年10月21日 - 2025年6月15日 脱退）（バッドラック・ファレ離脱のため）（ROGUE ARMY）
- ケイブマン・アグ（2023年2月4日 - 2025年6月15日 脱退）（バッドラック・ファレ離脱のため）（ROGUE ARMY）
- トム・フィリップ（2023年4月16日 - 2025年6月15日 脱退）（バッドラック・ファレ離脱のため）（ROGUE ARMY）
- スティービー・フィリップ（2023年4月16日 - 2025年6月15日 脱退）（バッドラック・ファレ離脱のため）（ROGUE ARMY）

## 歴代サポートメンバー
- ジノ・ガンビーノ[40]
- ジェフ・ジャレット
- アンバー・ギャローズ
- ブランディ・ローデス
- スティーヴン・アメル
- キング・ハク
- スコット・ノートン
- BORN SOLDIER Jr.
- テクラ（H.A.T.E.）
- 刀羅ナツコ（H.A.T.E.）
- 渡辺桃（H.A.T.E.）
- 小波（H.A.T.E.）
- 琉悪夏（H.A.T.E.）
- 吏南（H.A.T.E.）
- 上谷沙弥（H.A.T.E.）
- 佐々木大輔（DAMNATION T.A.）

### CMLL（ラテンアメリカ）
- エル・テリブレ
- メフィスト
- ラ・コマンダンテ
- レイ・ブカネロ

## 戦績
- プリンス・デヴィット
  - IWGPジュニアヘビー級王座（第66代）
  - BEST OF THE SUPER Jr.優勝（2013年）
- タマ・トンガ
  - NEVER無差別級6人タッグ王座（第2代 : w / バッドラック・ファレ&高橋裕二郎、第14代、16代 : w / バッドラック・ファレ&タンガ・ロア、第18代 : w / タンガ・ロア&石森太二）
  - IWGPタッグ王座（第70代、72代、76代、81代、83代、85代、88代 : w / タンガ・ロア）
  - CMLL世界タッグチーム王座（第35代 : w / レイ・ブカネロ）
  - ROH世界タッグ王座（第54代 : w / タンガ・ロア）
  - WORLD TAG LEAGUE優勝（2020年 : w / タンガ・ロア）
- タンガ・ロア
  - NEVER無差別級6人タッグ王座（第14代、16代 : w / バッドラック・ファレ&タマ・トンガ、第18代 : w / タマ・トンガ&石森太二）
  - IWGPタッグ王座（第70代、72代、76代、81代、83代、85代、88代 : w / タマ・トンガ）
  - ROH世界タッグ王座（第54代 : w / タマ・トンガ）
  - WORLD TAG LEAGUE優勝（2020年 : w / タマ・トンガ）
- ヤング・バックス
  - IWGPジュニアタッグ王座（第37代、40代、42代、44代、48代、52代、55代）
  - IWGPタッグ王座（第80代）
  - NEVER無差別級6人タッグ王座（第4代、第6代 : w / ケニー・オメガ、第17代 : w / マーティ・スカル）
  - SUPER Jr. TAG TOURNAMENT優勝（2013年）
- カール・アンダーソン
  - NEVER無差別級王座（第37代）
  - IWGPタッグ王座（第64代、66代 : w / ドク・ギャローズ）
  - WORLD TAG LEAGUE優勝（2013年 : w / ドグ・ギャローズ）
- ドグ・ギャローズ
  - IWGPタッグ王座（第64代、66代 : w / カール・アンダーソン）
  - WORLD TAG LEAGUE優勝（2013年 : w / カール・アンダーソン）
- AJスタイルズ
  - IWGPヘビー級王座（第60、62代）
- バッドラック・ファレ
  - IWGPインターコンチネンタル王座（第9代）
  - IWGPタッグ王座（第94代  : w / チェーズ・オーエンズ）
  - NEVER無差別級6人タッグ王座（第2代 : w / 高橋裕二郎、第14代、16代 : w / タマ・トンガ&タンガ・ロア）
- 高橋裕二郎
  - NEVER無差別級王座（第4代）
  - NEVER無差別級6人タッグ王座（第2代 : w / バッドラック・ファレ&タマ・トンガ、第22代 : w / EVIL&SHO、第30代 : w / SHO&成田蓮）
- ケニー・オメガ
  - IWGPヘビー級王座（第66代）
  - IWGPジュニアヘビー級王座（第70、72代）
  - IWGPインターコンチネンタル王座（第13代）
  - IWGP USヘビー級王座（初代）
  - NEVER無差別級6人タッグ王座（第4代、6代 : w / マット・ジャクソン&ニック・ジャクソン）
  - G1 CLIMAX優勝（2016年）
  - プロレス大賞技能賞（2016年）
  - プロレス大賞年間最高試合賞（2017年）
- マーティ・スカル
  - IWGPジュニアヘビー級王座（第79代）
  - NEVER無差別級6人タッグ王座（第17代 : w / マット・ジャクソン&ニック・ジャクソン）
- チェーズ・オーエンズ
  - KOPW2021（第2代）
  - NWAテキサスヘビー級王座（第335代）
  - IWGPタッグ王座（第94代 : w / バッドラック・ファレ、第101代 : w / KENTA）
- 石森太二
  - KOPW2024（初代）
  - IWGPジュニアヘビー級王座（第82、87、92代）
  - IWGPジュニアタッグ王座（第60、63、66代 : w / エル・ファンタズモ）
  - NEVER無差別級6人タッグ王座（第18代 : w /タマ・トンガ&タンガ・ロア）
- エース・オースティーン
  - インパクトXディヴィジョン王座
  - インパクト世界タッグチーム王座（第66代 : w / クリス・ベイ）
- ジェイ・ホワイト
  - IWGP世界ヘビー級王座（第5代）
  - IWGPヘビー級王座（第68代）
  - IWGPインターコンチネンタル王座（第23代）
  - NEVER無差別級王座（第33代）
- エル・ファンタズモ
  - IWGPジュニアタッグ王座（第60、63、66代 : w / 石森太二）
  - SUPER J-CUP優勝（2019年、2020年）
- KENTA
  - IWGP USヘビー級王座（第11代）
  - NEVER無差別級王座（第27代）
  - STRONG無差別級王座（第3、5代）
  - IWGPタッグ王座（第101代 : チェーズ・オーエンズ）
  - NEW JAPAN CUP in the USA優勝（2020年）
- EVIL
  - IWGPヘビー級王座（第71代）
  - IWGPインターコンチネンタル王座（第25代）
  - NEVER無差別級王座（第35、43代）
  - NEVER無差別級6人タッグ王座（第22代 : w / 高橋裕二郎&SHO）
  - NEW JAPAN CUP優勝（2020年）
- SHO
  - IWGPジュニアヘビー級王座（第95代）
  - KOPW2023（第3代）
  - NEVER無差別級6人タッグ王座（第22、24代 : w / 高橋裕二郎&EVIL、第30代 : w / 高橋裕二郎&成田蓮）
- ジュース・ロビンソン
  - IWGP USヘビー級王座（第15代）
- クリス・ベイ
  - インパクト世界タッグチーム王座（第66代 : w / エース・オースティーン）
- デビッド・フィンレー
  - IWGP GLOBALヘビー級王座（初代、第3代）
  - NEVER無差別級王座（第39代）
  - NEW JAPAN CUP優勝（2025年）
- クラーク・コナーズ
  - IWGPジュニアタッグ王座（第73、75代 : w / ドリラ・モロニー）
- ドリラ・モロニー
  - IWGPジュニアタッグ王座（第73、75代 : w / クラーク・コナーズ）
- ゲイブ・キッド
  - IWGP GLOBALヘビー級王座（第5代）
  - STRONG無差別級王座（第7代）
  - STRONG無差別級タッグ王座（第5代 : w / アレックス・コグリン）
- アレックス・コグリン
  - STRONG無差別級タッグ王座（第5代 : w / ゲイブ・キッド）
- 成田蓮
  - NJPW WORLD認定TV王座（第6代）
  - NEVER無差別級6人タッグ王座（第30代 : w / 高橋裕二郎&SHO）

## その他
- WWEに参戦後のAJ・アンダーソン・ギャローズは、BULLET CLUBのアナザーユニット『The Club（ザ・クラブ）』を結成した[41]。2019年には再結成され、『The OC』に改名。OCの”O”は、Official, Original, Onlyを意味している。また、プリンス・デヴィッド、アンダーソン、ギャローズにて、プリンス・デヴィッドの現在のリングネームのフィン・ベイラーから主戦場としているRAWにてベイラークラブを結成している。
- ピン芸人のハリウッドザコシショウはBULLET CLUBのファンであり、Tシャツを愛用している他、メンバーのモノマネを持ちネタの1つとしている。こうした縁からか、2022年にはコラボTシャツも販売される事になった[42]。